# Eburia quadrigeminata

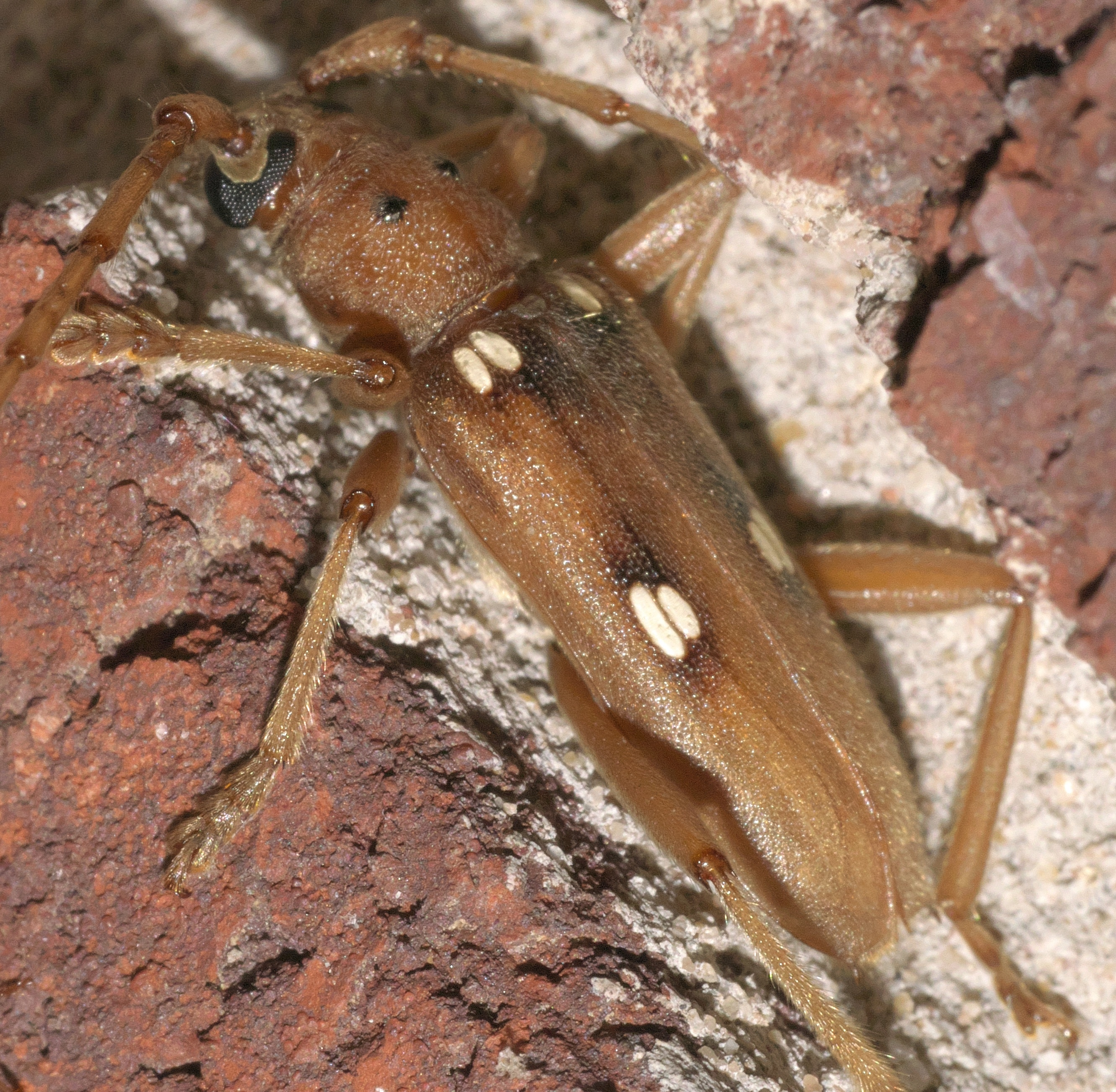
Eburia quadrigeminata

Eburia quadrigeminata, ou besouro serra-pau, é uma espécie de besouro norte-americano da família Cerambycidae. Os besouros adultos medem de 12–25 millimetres (0,47–0,98 in) de comprimento e suas larvas se alimentam de madeira e raízes de árvores que esteja em boas condições (não apodrecida), criando enormes galerias.